# Керби, Тим
Тим Керби, полное имя — Тимоти Деннис Керби (англ. Tim Kirby [tɪm kɪ'ərbɪ], род. 19 октября 1981, Кливленд, Огайо, США) — российский журналист и радиоведущий американского происхождения. В 2006 году иммигрировал из США в Россию. Известен авторской передачей «Чужой» на радио «Маяк».

## Биография
Родился 19 октября 1981 года в Кливленде, штат Огайо, в США. Как позже рассказывал сам Тим: «Я родился в „африканском“ районе. Если бы я родился чернокожим, я там остался бы. Но когда тебя каждый день „бычат“… Хотя у меня мало было драк — я не такой сильный. Но просто быть постоянно в меньшинстве — это не классно». Также он говорил, что в США к нему не очень хорошо относились.
В 2003 году окончил Институт искусств Питтсбурга, факультет «графический дизайн» (бакалавр).
С 2004 по 2006 год служил добровольцем в Корпусе мира в Казахстане. Там же начал изучать русский язык. После службы вернулся в США.
В конце 2006 года приехал работать в Москву. Поначалу Тим работал дизайнером компьютерных игр, затем стал создавать подкасты (небольшие ролики) и размещать их в интернете.
В 2011 году Керби стал ведущим на радиостанции «Маяк» с еженедельным шоу «Чужой» и на телеканале «Russia Today» (передачи «Why You Should Care», «Kirby’s War of Words», «RTTT Russia: Tips, Tricks, and Travel»).
В 2012 году шоу «Чужой» удостоилось премии «Радиомания» в номинации «Лучшая политическая программа».
С 2012 года работал на образовательном интернет-портале «Познавательное ТВ», где выходят видеоролики, в которых Керби рассказывает о жизни в США, политической ситуации в этой стране.
В 2017 году — ведущий программ «Решаем вместе» и «Двойной агент» на «Царьград ТВ».
29 ноября 2018 года получил российское гражданство.

## Личная жизнь
Был женат, разведён.

## Общественная позиция
На президентских выборах в США 2012 года Тим Керби голосовал за Гэри Джонсона только для того, чтобы выразить негативное отношение к двухпартийной системе.